# Rio Cuciulata
O Rio Cuciulata é um rio da Romênia, afluente do Sebeş, localizado no distrito de Braşov.